# Sarronets de pastor
Els sarronets de pastor (Capsella bursa-pastoris) són una planta típica del continent europeu que podem trobar fàcilment al principat, de la família de les brassicàcies. També reben el nom de bosses de pastor, herba del carboner, herba del passerell, herba del pastoret, paiformatge o taleques de pastor. Fora del diccionari normatiu, es registren altres noms com "fas de formiga" o "misèria".
El nom científic etimològicament prové de Capsella (perquè té el fruit en forma de càpsula) i bursa-pastoris per la forma recorda als sarrons que duen o duien els pastors. Es pot recol·lectar des de mitjans d'hivern fins a principis de tardor (l'època més favorable són els mesos de primavera, quan està a punt de florir).

## Morfologia

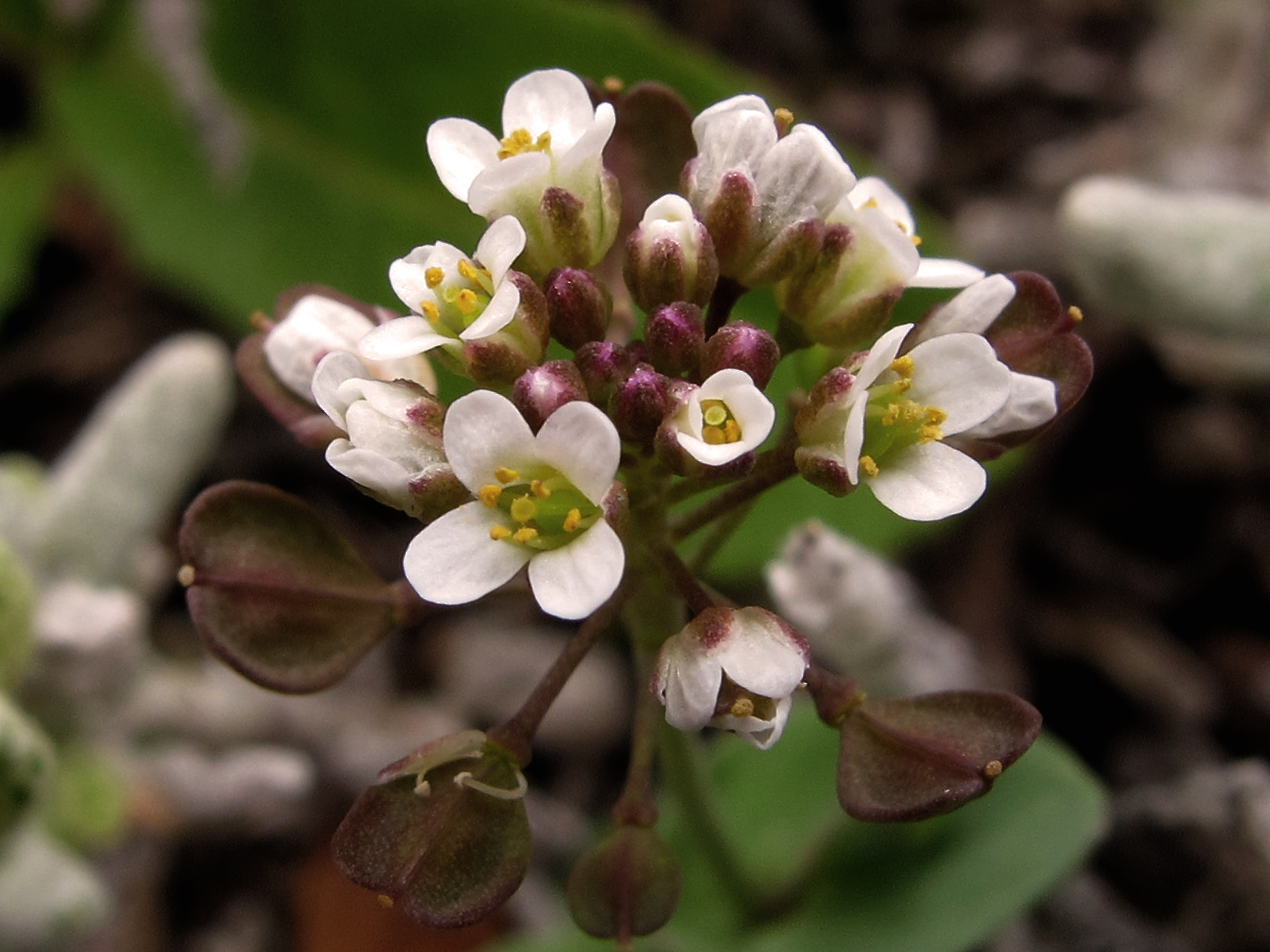
Bosses de pastor

És una petita planta, d'uns 30 cm d'alçada ocasionalment fins als 70, amb tija herbàcia, monopòdica, anual (d'estiu i/o d'hivern) o biennal. L'arrel és axonomorfa radical. Té la seqüència poncella-flor-fruit sobre la mateixa planta: La poncella es troba a la part més aèria, la flor al mig i el fruit a la part més baixa.
Les fulles són simples de pilositat pubescent, textura herbàcia, sèssils, lanceolado-hastades (amb la base semblant a una fletxa) o auriculades (amb apèndix en forma d'orella) a la base, amb una mida de 3,5 cm per 0,7 cm. Presenta un àpex rom o agut, fins a 15 cm de llarg. Les fulles es troben alternades amb limbe de forma racimada, divisió del marge entera i nervadura pennada. Les fulles inferiors de roseta són polimorfes (amb diferents formes) peciolades o bé quasi sèssils, enteres, lobades o pinnatipartides, oblanceolades, el·líptiques o oblongues en contorn general, de 2 a 15 cm de llarg i 0,5 a 2,6 cm d'ample, marge llis o aserrat, base atenuada i nervadura poc aparent.
La inflorescència és de tipus raïm corimbiforme. El periant és diferenciat: té flors hermafrodites que floreixen normalment de març a novembre però que en determinades zones del planeta, poden arribar a florir durant tot l'any, formant una petita flor d'un color blanquinós d'uns 2,3 a 4 cm de diàmetre. Els estams són didímers, formats per quatre estams llargs i dos de curts. Conté 4 pètals de 2-3 mm de llargada i de color blanc.
La corol·la és flors dialipètales, té 4 sèpals d'un color grogós en forma de creu (d'aquí el nom de crucíferes) i el calze és gamosèpal. El gineceu és pluricarpel·lar amb dos carpels (bicarpel·lar), i amb un ovari súper.
El fruit és una càpsula en forma de silícula, fruit tan llarg com ample, angustisepte, amb aparença de cor invertit, cordiforme, format per dues valves, cadascuna d'elles polisperma.

## Ecologia
Acostuma a créixer en sòls fèrtils i rics, terrenys remoguts, conreus de secà (cereal) i de regadiu (fruitals, hortícoles, etc.) i a les voreres de camins; però fins i tot és capaç de créixer en els terrenys més pobres, rics en nitrogen. És considerada una "mala herba" pel seu caràcter invasor de cultius.
Tolera la salinitat. És una planta ruderal i molt abundant.
Aquesta planta, fins i tot, és cultivada a l'Índia pels països de l'Europa oriental.

## Farmacologia

### Part utilitzada (droga)
Tota la planta, sobretot però, la part florida; ja que tota ella conté moltes substàncies diferents, però sobretot molts flavonoides.

### Composició química
- Olis essencials: les llavors contenen fins a un 28% d'un oli fix.
- Vitamina C
- Vitamina K

Derivats flavonoides:
- Àcid fumàric
- Colina (0,2-1%)
- Diosmina
- Rutina
- Tanins
- Àcid bursòlic
- Firmina
- Bursal

Amines:
- Prolina
- Colina
- Acetilcolina
- Tiramina
- Histamina

Alcaloides:
- bursina

Per cada 100g de fulla fresca hi ha: 33 calories; 88,2 g d'aigua; 4,2 g de proteïnes; 0,5 g de grasses; 5,2 g de carbohidrats; 1,2 g de fibra; 208 mg de calci; 86 mg de fòsfor; 394 mg de potassi; 4,8 mg de ferro, etc.

### Usos medicinals
S'utilitza sobretot per les hemorràgies uterines (ex. menstruació intensa, miomes), bucals, dels ronyons, de la bufeta i de les vies respiratòries. També per menorràgies (hipermenorrees) i metrorràgies.

### Usos etnomedicinals
Durant molt de temps, les bosses de pastor s'han utilitzat com a espècia tònica i antihemorràgica del múscul uterí. En medicina popular, es considera que la planta fresca és més eficaç que seca.
També ha sigut emprada en casos de cistitis (inflamació aguda o crònica de la bufeta de l'orina, generalment d'origen bacterià), cefalees, diarrees, dismenorrees, insuficiències cardíaques, hipertensió arterial i hemorràgies posteriors al part. S'aconsella prendre-la a petites quantitats per estimular les contraccions uterines. En hemorràgies nasals s'acostumen a col·locar gasses empapades amb suc d'aquesta planta al nas.
A part dels usos comuns, a la Xina les flors són utilitzades en cas de disentèria, mentre que al Perú s'costuma a beure el suc de les fulles en blenorràgia, i la tintura (preparat galènic fet per extracció mitjançant alcohol diluït del contingut soluble i actiu de parts de plantes o animals) es pren com a antidiarreic.

### Accions farmacològiques / propietats
Hemostàtic (descobert pel botànic Mattiol al segle xvi), menorràgic, astringent, diürètic i estimulant.
Referent a l'aparell cardiovascular, és conegut que la tiramina genera hipertensió arterial, això no obstant, l'augment de la tensió arterial està parcialment contrarestat per l'acció diürètica de les sals de potassi combinades amb els flavonoides. Per això, fins ara se li han atribuït propietats hipotensores arterials.
Els flavonoides combinats amb els alcaloides tenen una acció antisèptica i antimicòtica. També s'ha descobert una petita activitat antimicrobiana i alguns estudis reflecteixen un efecte hipocolesterolemiant de les bosses de pastor a partir d'una estimulació enzimàtica hepàtica. També ha sigut demostrada una activitat antiinflamatòria en models animals.
Es pot preparar en forma de tintura, infusió o te.

### Toxicitat
La planta presa en forma d'infusió generalment és ben tolerada, però s'hi assenyalen alguns lleus efectes vasoconstrictors i hipertensors. És necessari un control específic del tractament en persones amb hipertensió.
S'ha demostrat molt baixa toxicitat.
En cas de sobredosi, apareixen signes com palpitacions, midriasi (dilatació excessiva o anormal de la pupil·la), dificultats respiratòries, paràlisi muscular i inclús pot arribar a produir l'aturada respiratòria i a continuació la mort.
Les llavors contenen alguns constituents que són considerats irritants dèrmics.

### Contraindicacions
No es recomana utilitzar-la en temps de lactància ni en l'embaràs degut a la seva activitat tònica. També es recomana no utilitzar-la en casos d'hipotiroïdisme i en trastorns cardíacs.
No s'ha d'administrar conjuntament amb tractaments anticoagulants, diürètics i sedants, degut a la probable potenciació dels seus efectes. També es contraindica el seu ús junt amb antidepressius del tipus IMAO per perill a desencadenar crisis hipertensives.

## Galeria d'imatges

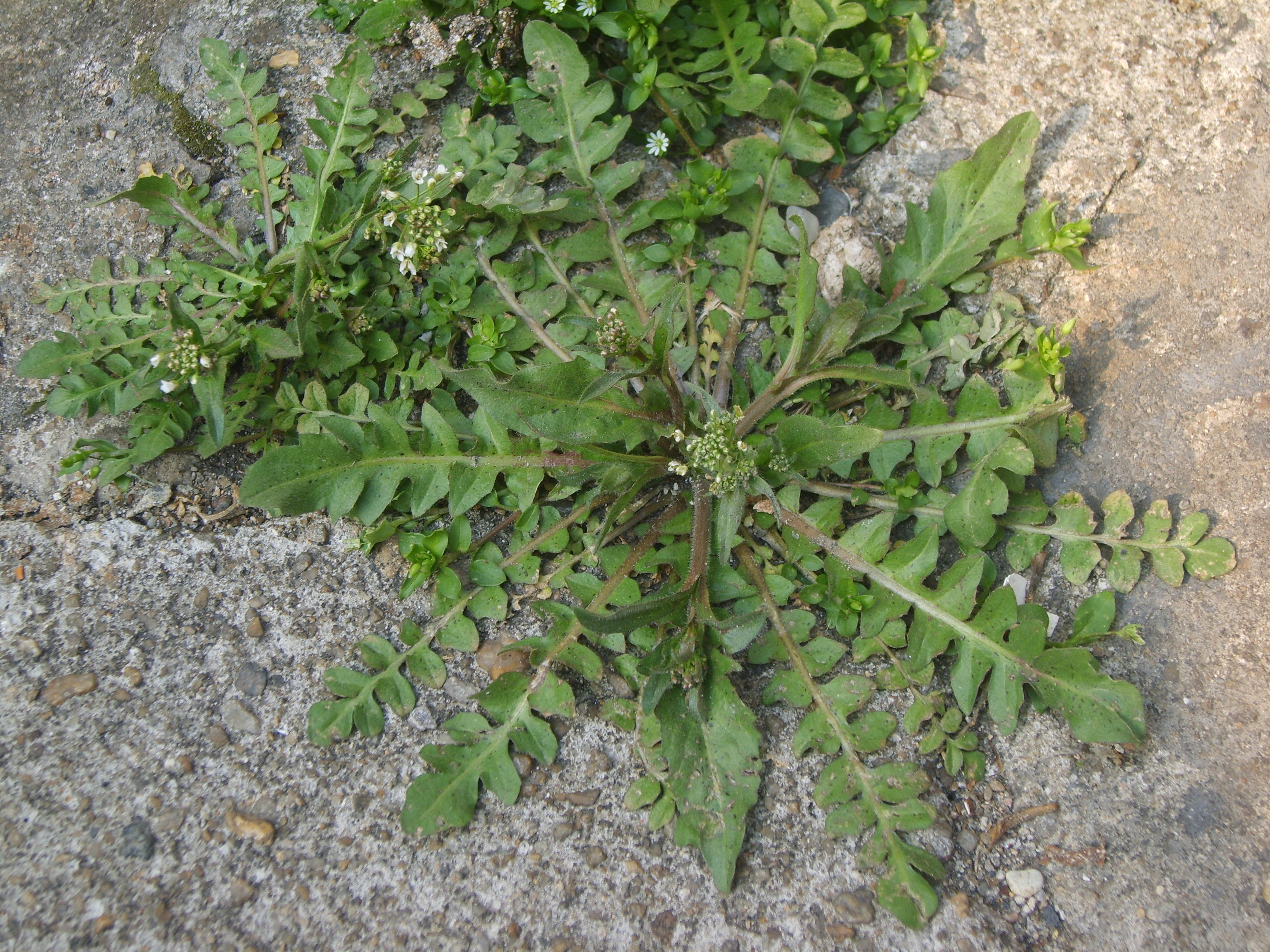
Creixent a la primavera
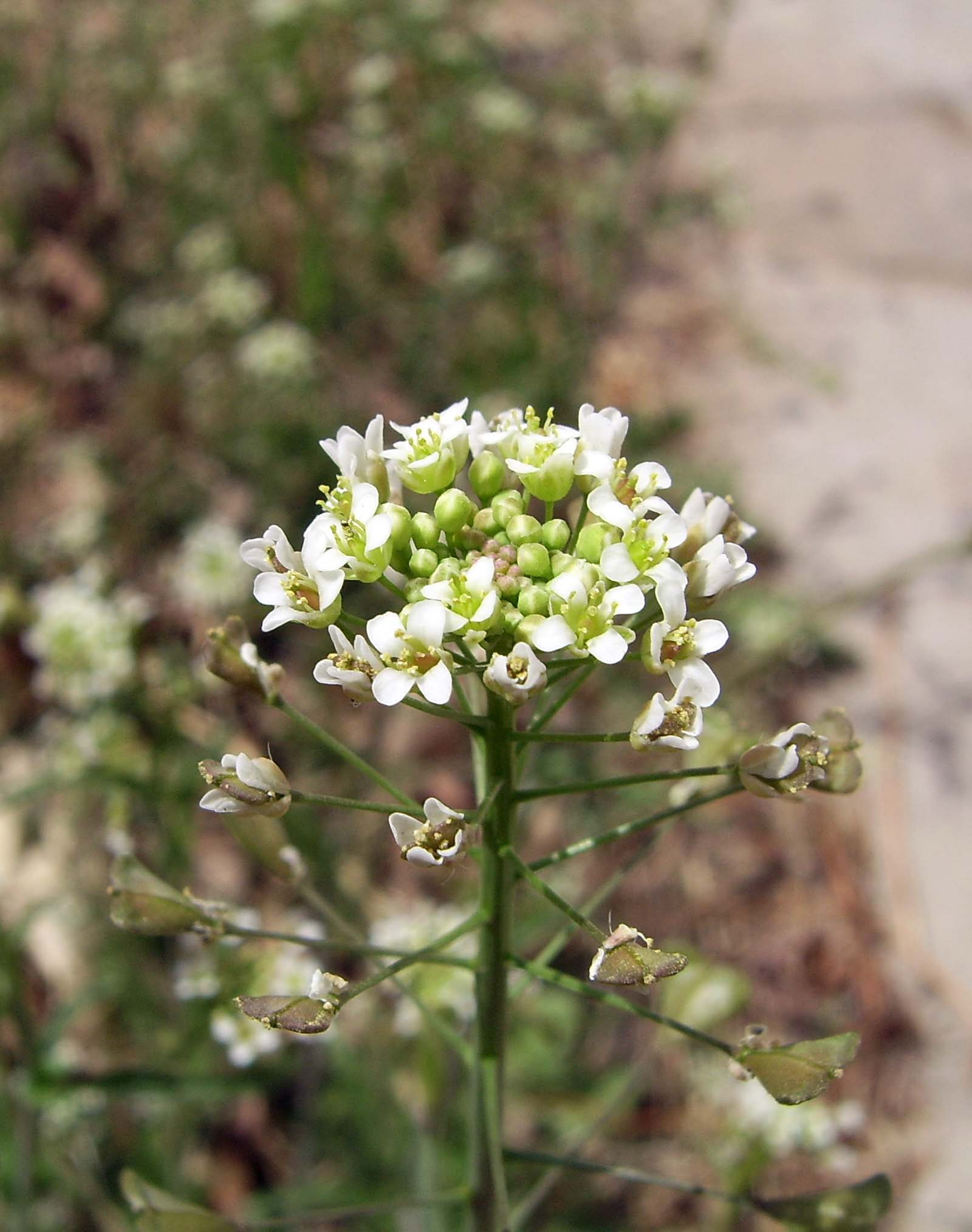
Detall periant
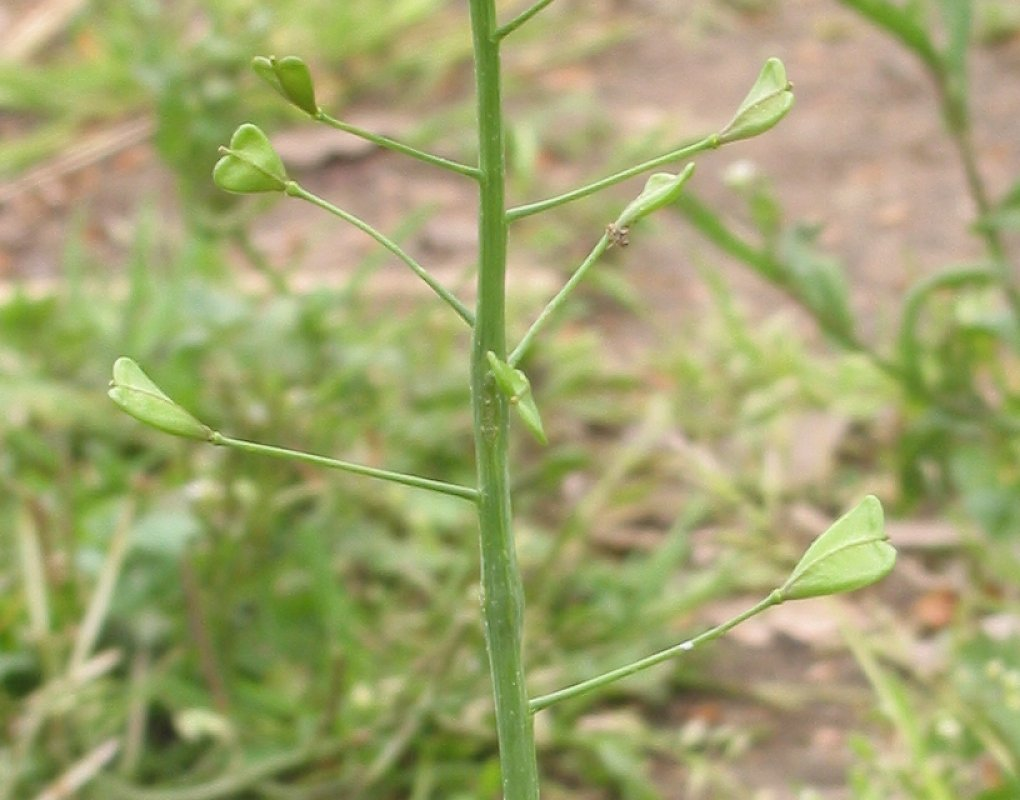
Detall fulles
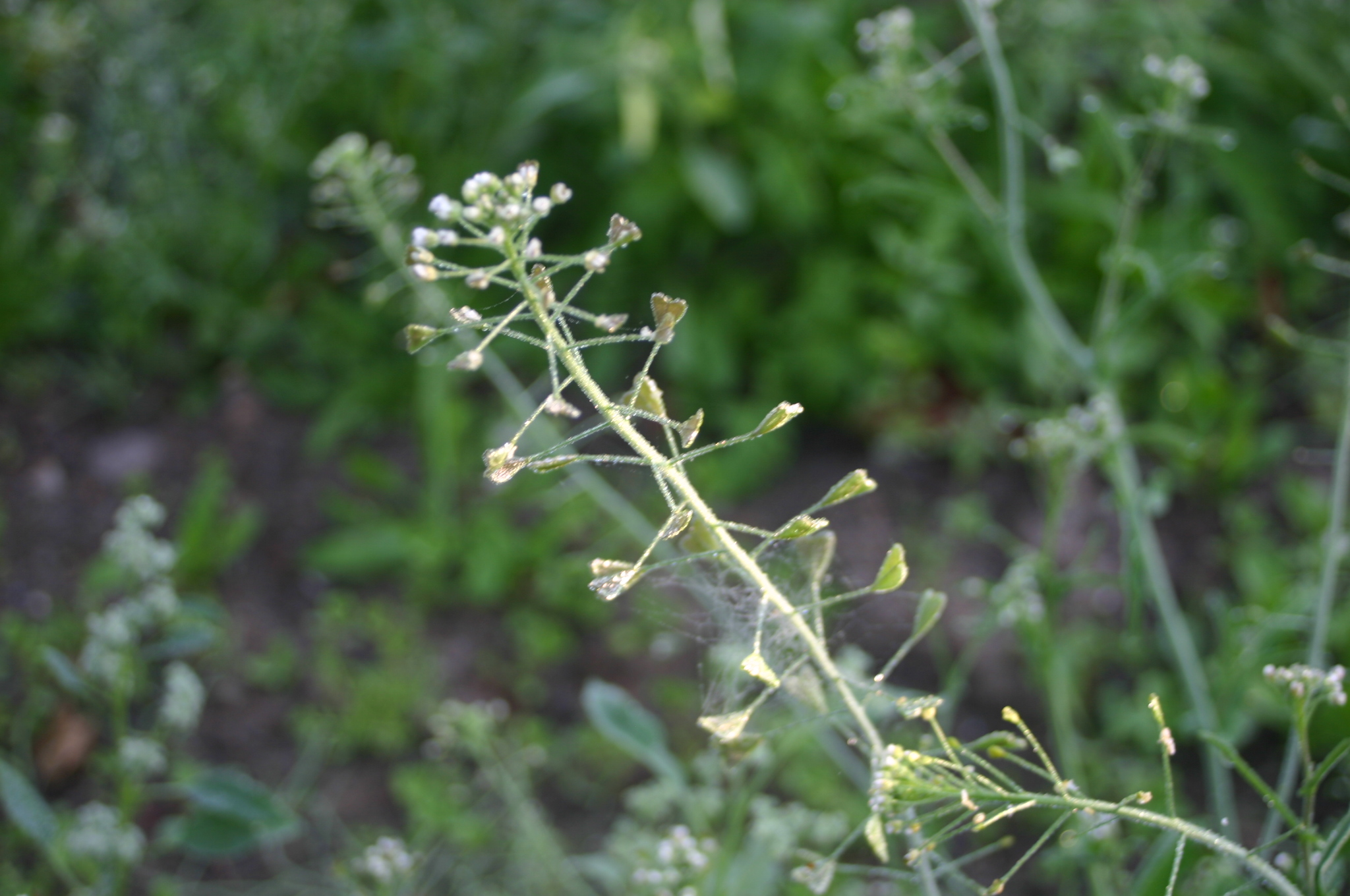
Aspecte general